# Edison (West Virginia)
Edison ist ein gemeindefreies Gebiet (engl. Unincorporated Community) in Mercer County und liegt im Südsüdwesten des US-Bundesstaates West Virginia.

## Geografie
Edison liegt an der West Virginia Route 123 und befindet sich acht Kilometer südwestlich von Princeton, dem Verwaltungssitz des Mercer County. Der Mercer County Airport befindet sich fünf Kilometer westlich von Edison.